# Fernando Centeno
Fernando Centeno, político radical antipersonalista, fue el décimo Gobernador del Territorio Nacional del Chaco, desde la Organización de los Territorios Nacionales de 1884 (Ley 1532), entre el 26 de junio de 1923 al 26 de junio de 1926 (1 período). 
Durante su gobierno ocurrió la Masacre de Napalpí, nombre con el que se conoce a la matanza de 700 indígenas de las etnias qom y mocoví a manos de la policía chaqueña y grupos de estancieros. 

## Masacre de Napalpí
La matanza fue acaecida el 19 de julio de 1924 en la Colonia Aborigen Napalpí, Provincia del Chaco, Argentina ocurrido durante la presidencia de Marcelo Torcuato de Alvear. Ese día, un grupo de unos 130 hombres, entre policías, estancieros y civiles blancos de la zona, fuertemente armados con fusiles Winchester y Mauser, rodearon el campamento donde se habían reunido los indígenas alzados que, armados tan sólo con palos, bailaban en una fiesta religiosa organizada por los chamanes en la zona del Aguará, un área considerada sagrada por los qom ubicada dentro de los límites de la colonia. 
Las víctimas de esta masacre, incluyeron mujeres, ancianos y niños. La crudeza de la matanza fue tal, que quienes no murieron por las balas policiales, fueron degollados con machetes y hachas. 
Hubo  disparos dirigidos al campamento qom durante cuarenta minutos. Terminadas las balas, los represores entraron al campamento para rematar a machetazos a los indígenas que quedaban, muchos moribundos, incluidos mujeres y niños. Los heridos fueron degollados, algunos colgados.
El gobernador radical Centeno, tras la masacre siguió en su cargo y separó al juez que atendía el caso, Justo F. Farías, y lo reemplazó por uno de su confianza, Juan Sessarego. Al fiscal Jerónimo Cello, al reclamar que la causa no fuera archivada, lo mandaron  a la Cámara de Apelaciones de Paraná, Entre Ríos. El nuevo magistrado, quien había sido puesto por Centeno en medio de la repulsa popular, sobreseyó a los 80 policías que intervinieron en la matanza.